# Ногайбаева, Саумал
Саумал Ногайбаева (каз. Саумал Ноғайбаева, 1906 год, аул Чубар, Туркестанский край, Российская империя — 1977, аул Чубар, Бургунский район, Алматинская область, Казахская ССР, СССР) — колхозница, Герой Социалистического Труда (1948).

## Биография
Родилась в 1906 году в ауле Чубар (сегодня — Ескельдинский район Алматинская область). В 1930 году вступила в колхоз «Жанаталап» Талды-Курганского района Талды-Курганской области. В 1936 году была назначена звеньевой свекловодческого звена. На этой должности проработала до 1961 года. В 1963 году вышла на пенсию.
В 1947 году звено Саумал Ногайбаевой собрало 808 центнеров сахарной свеклы с 2 гектаров и на всей посевной площади было собрано по 335 центнеров сахарной свеклы с каждого гектара. За этот доблестный труд она была удостоена в 1948 году звания Героя Социалистического Труда.

## Награды
- Герой Социалистического Труда — Указом Президиума Верховного Совета от 28 марта 1948 года.
- Орден Ленина (1948);
- Медаль «За доблестный труд в Великой Отечественной войне 1941—1945 гг.».